# استفانی ترنو
استفانی ترنو (فرانسوی: Stéphane Traineau‎؛ زادهٔ ۱۶ سپتامبر ۱۹۶۶) جودوکار اهل فرانسه است.